# Kirill Pavlovič Florenskij
Kirill Pavlovič Florenskij in russo Кирилл Павлович Флоренский? (Sergiev Posad, 27 dicembre 1915 – Mosca, 9 aprile 1982) è stato un geologo e astronomo sovietico-russo che fu capo di planetologia comparata presso l'Istituto Vernadsky dell'Accademia Sovietica delle Scienze.
Porta il suo nome, secondo le disposizioni della Unione astronomica internazionale (UAI), il cratere lunare  Florenskij posizionato sulla faccia nascosta della Luna.

## Biografia
Kirill Pavlovich Florenskij nacque il 27 dicembre 1915 a Zagorsk, l'odierna Sergiev Posad vicino a Mosca, secondo figlio del filosofo religioso Pavel Aleksandrovič Florenskij (1882-1937) e di Anna Michajlovna Giacintova.  Partecipò alle spedizioni fin da adolescente. Nel 1932 fu ammesso alla Facoltà di Geologia di Mosca e dal 1933 al 1934 lavorò sotto la guida di W. A. Silberminz in una spedizione per esplorare le materie prime con metodi geochimici nelle montagne del Pamir tagiko. 
Nel 1935 fu assunto come assistente di laboratorio nel laboratorio biogeochimico dell'Accademia Russa delle Scienze. L'anno successivo, insieme a Silbermint, ebbe la sua prima pubblicazione scientifica, un articolo sulla determinazione dei depositi per il vanadio. Negli anni successivi, ulteriori spedizioni biogeochimiche lo portarono in Transbaikalia, nel Caucaso e nel Kazakistan orientale. Allo stesso tempo, lavorò sulla determinazione degli isotopi in acqua, tra gli altri con V. I. Vernadsky e A. P. Vinogradov, e con Vernadsky su esperimenti sull'analisi strutturale dei minerali. 

### Anni di guerra

#### Vernici mimetiche (1941-1942)
Durante la seconda guerra mondiale, lavorò per la prima volta sulle tecnologie per la produzione di vernici mimetiche sotto la guida dell'accademico A. E. Fersman. Nel dicembre 1941, creò una vernice mimetica economica, con l'aiuto della quale era possibile rendere "invisibili" uniformi ed equipaggiamenti militari. In precedenza, le vernici cromate venivano utilizzate per la verniciatura in un colore verde protettivo. I piloti tedeschi avevano occhiali con un filtro cromato spettrale, grazie al quale tutto ciò che era dipinto con vernice cromata risaltava brillantemente a terra. K. P. Florensky propose il ferro ferroso come sostanza colorante, che conferisce il colore verde alle piante. Tale vernice ha iniziato ad essere prodotta sulla base del minerale glauconite, le cui riserve sono molto diffuse. K. P. Florensky sviluppò una tecnologia per la produzione di pigmenti in relazione alla glauconite dalla miniera di fosforite di Lopatinsky vicino alla città di Voskresensk nella regione di Mosca, il più grande giacimento di fosforite in Europa. Attraverso occhiali con un filtro spettrale, gli oggetti militari dipinti con tale vernice si rivelarono indistinguibili sullo sfondo degli oggetti naturali.

#### Servizio militare (1942-1946)
Nel settembre 1942, K. P. Florenskij fu arruolato nell'esercito, nonostante la sua esenzione dal servizio militare a causa della sua grave miopia. Marciò da Stalingrado a Berlino attraverso le Ardenne di Kursk, Ucraina, Bielorussia e Polonia. Partecipò alla difesa di Stalingrado, all'attraversamento del Don, del Dnepr, del Bug occidentale, della Vistola e dell'Oder, alla liberazione di Varsavia e alla presa di Berlino. Alla fine della guerra, ottenne il grado di sottotenente e fu insignito dell'Ordine della Guerra Patriottica di Seconda Classe.
Dopo la smobilitazione nell'aprile del 1946, Florenskij tornò al lavoro scientifico all'Istituto di Biogeochimica, che fu riorganizzato nell'Istituto Vernadskij di Geochimica e Chimica Analitica nel 1947. Inizialmente si occupò di geochimica dei gas naturali e di conservazione e restauro di monumenti architettonici con metodi scientifici. Gli anni dal 1951 al 1960 includevano indagini sui depositi di gas naturale siberiano, che divennero anche l'argomento della sua dissertazione, così come analisi dei gas vulcanici della Kamchatka. 

### Meteorite di Tunguska
Negli anni '50 si interessò al problema del meteorite di Tunguska. Per tre volte condusse ricerche sul campo nell'area del disastro di Tunguska (1953, 1958 e 1961). Sulla base dei risultati delle sue ricerche, ipotizzò nel 1959 che l'evento di Tunguska fosse una collisione della Terra con una cometa, in cui i composti chimici instabili che entravano nella testa della cometa, a contatto con l'ossigeno atmosferico, potevano reagire, producendo un'esplosione. Nel 1961 fu nominato capo della spedizione per i meteoriti di Tunguska del Comitato sui meteoriti dell'Accademia delle scienze dell'URSS, che raccolse importanti informazioni dal luogo dell'incidente. In particolare, fu riscontrato che l'area in cui il bosco venne abbattuto dall'esplosione aveva la forma di una "farfalla". Questo ha contribuito a stabilire con precisione la direzione di volo del corpo celeste esploso.

### Esplorazioni della Luna, di Marte e di Venere
Considerato uno dei fondatori della planetologia comparata,  Florensky partecipò all'esplorazione spaziale della Luna, di Marte e di Venere. Il laboratorio da lui diretto fu responsabile della selezione dei siti per l'atterraggio di stazioni automatiche sulla Luna e sui pianeti, che erano sia di interesse scientifico per la ricerca geologica che per il terreno sicuro dal punto di vista ingegneristico per un atterraggio sicuro sulla superficie. In particolare, furono forniti i voli delle stazioni Luna-16, Luna-20 e Luna-24, che hanno consegnato campioni di suolo alla Terra da tre regioni della Luna con diverse strutture geologiche. Con l'aiuto dei veicoli mobili Lunokhod-1 e Lunokhod-2, furono effettuati studi geologici su terreni pianeggianti nel Mare Rain e nel Mare Serenitae, così come su terreni collinari alla periferia del continente lunare a sud del cratere Lemonnier. 
Nel 1982, l'apparecchiatura di analisi geologica progettata dal team di Florenskij per le sonde Venera 13 e 14 permise di misurare direttamente per la prima volta la quantità di ossigeno vicino alla superficie incandescente di Venere. Questo fatto aiutò a capire gli effetti dell'atmosfera del pianeta sulle rocce sulla sua superficie e come influisce sulla loro evoluzione.
Partecipò inoltre allo studio della struttura geologica della superficie di Marte con l'ausilio di immagini satellitari ottenute nel 1974 dalle stazioni automatiche Mars 4 e Mars 5, scoprendo la presenza in un grande cratere di strutture sedimentarie che ricordano la formazione di un antico lago. Successivamente, nel corso di uno studio dettagliato, è stato confermato che queste aree sono considerate le più promettenti per la ricerca di tracce di vita su Marte utilizzando i rover.

### La morte
Kirill Pavlovich Florenskij morì il 9 aprile 1982 a Mosca.